# Antissemitismo no Brasil

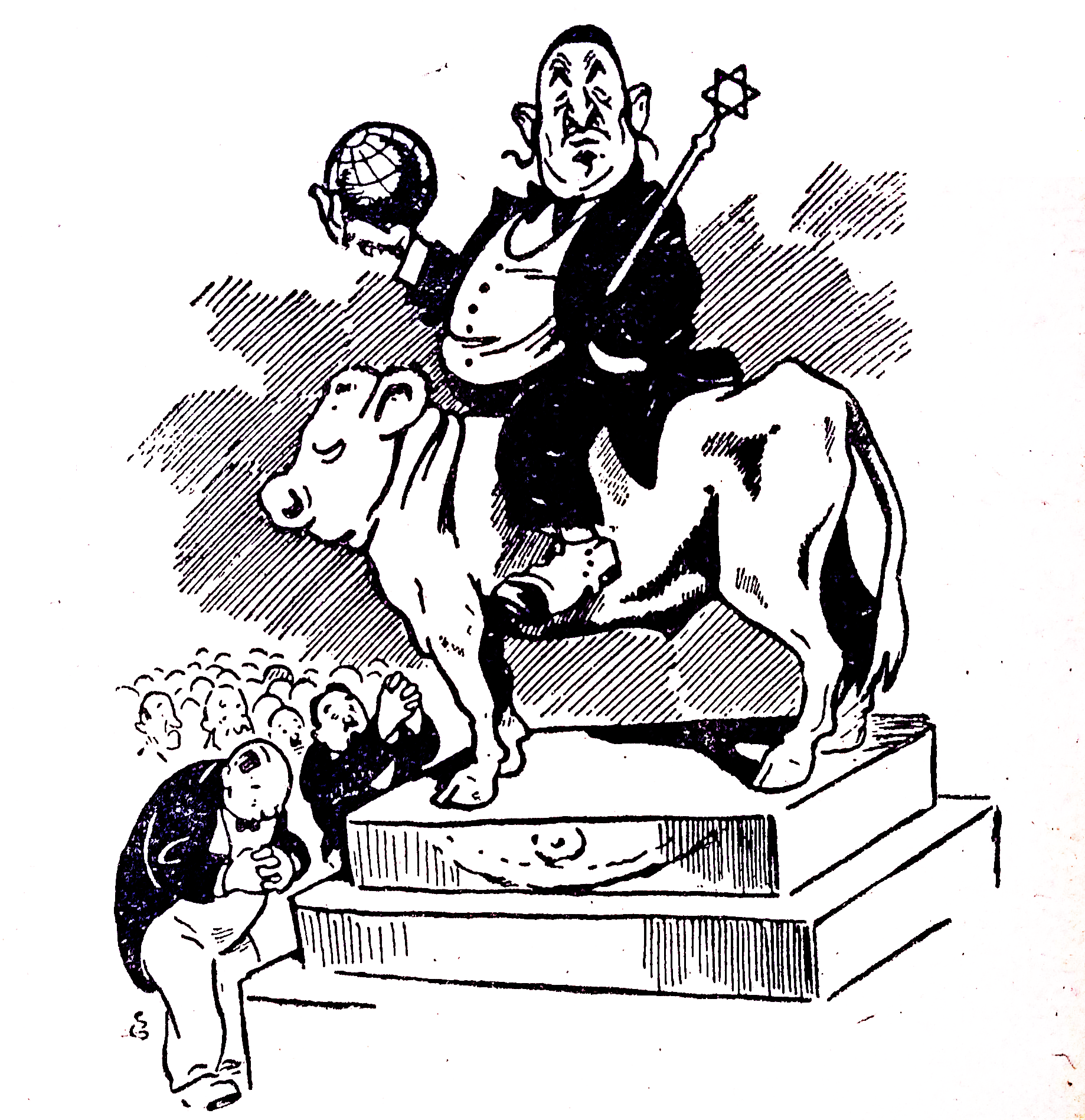
Caricatura antissemita em obra de Gustavo Barroso, que diz:
"...um belo projeto de estátua para o Imperador do Brasil, Rothschild I, em substituição ao monumento de D. Pedro I, no largo do Rocio, quando se proclamar a República Soviética do Anti-Brasil"

O antissemitismo no Brasil compõe-se das manifestações racistas, de cunho religioso, ideológico e/ou político, contra o povo judeu, ocorridas ao longo da história brasileira, e histórica e intimamente ligadas a figuras conspiracionistas das Forças Armadas do Brasil.
O raciocínio que constrói a existência de um complô entre o judaísmo e o comunismo ganhou cunho de propaganda política da direita com a obra Mein Kampf, de Adolf Hitler, vindo a ser repetido no Brasil por figuras ligadas ao Integralismo como Gustavo Barroso, seu subordinado ali e depois principal idealizador do Golpe militar de 1964, general Olímpio Mourão Filho, entre outros.
Ideias antissemitas cresceram no país nos anos de 2014 a 2019, segundo pesquisa da Liga Antidifamação.
Após o conflito israelo-palestino de 2023, as denúncias de antissemitismo no Brasil cresceram 1.000%.

## Plano Cohen, integralismo e ditaduras militares
Na década de 1920 o católico radical Jackson de Figueiredo inicia a propaganda antissemita na sua associação Centro Dom Vital e veiculada na revista A Ordem; esse discurso originalmente de base religiosa ganha maior proporção após o Levante Comunista de 1935.
Ganha destaque então a narrativa de Gustavo Barroso, que disputava o poder com Plínio Salgado dentro do Integralismo e com ele divergia ideologicamente, tomava como verdadeiros Os Protocolos dos Sábios de Sião, uma invenção do serviço secreto do czar Alexandre III da Rússia, no qual seria exposto um plano judeu para a dominação do mundo através da destruição de valores da família cristã de moldes europeus, criando o caos social; emprestando uma veracidade ao "documento" fictício, Barroso principia sua obra Brasil – Colônia de Banqueiros de 1934 com os dizeres que resumem seu pensamento: "“Trotski e Rothschild marcam a amplitude das oscilações do espírito judaico; estes dois extremos abrangem toda a sociedade, toda a civilização do século XX” — demonstrando assim seguir as ideias de Hitler ao estabelecer a ligação entre judaísmo e comunismo, ou seja "um antissemitismo de base nazista" que irão nortear todo o seu pensamento.
Em 1937 um suposto documento fora "apreendido" pelas Forças Armadas, contendo aquilo que ficou conhecido como Plano Cohen; foi apresentado, sem qualquer questionamento de sua veracidade, numa reunião onde estavam presentes Eurico Gaspar Dutra, o chefe do Estado-Maior do Exército Góis Monteiro, Filinto Müller, entre outros; esse documento foi então divulgado e serviu de base para o golpe que instituiu a ditadura do Estado Novo; somente em 1945 Góis Monteiro denunciou o documento como uma fraude, elaborada pelo então capitão Olímpio Mourão Filho, chefe do serviço secreto da Ação Integralista Brasileira e subordinado direto de Gustavo Barroso.
Esta fraude serviu-se de elementos recorrentes do antissemitismo ao estabelecer a teoria de um complô judaico-comunista, onde ações desestabilizadoras do país estavam sendo planejadas; levado por Góis Monteiro a Getúlio Vargas como algo verídico, este é convencido a adotar providências; o texto produzido por Mourão também coloca como suposto alvo do complô judeu a destruição da igreja católica, bem como procura colocar a Ação Integralista como o principal inimigo destes: uma visão distorcida e falsa que, apesar disto, deixou marcas profundas não apenas na história brasileira, como influenciou outros regimes ditatoriais da América Latina, onde na Argentina por exemplo os militares torturavam judeus a fim de descobrir seus supostos planos para conquistar o país.
O estado brasileiro nos anos que antecederam a II Guerra Mundial adotou uma postura na sua política externa, de forma secreta, em que considerava indesejável (assim como negros e asiáticos) a concessão de vistos a judeus que, entretanto, vinham já sofrendo perseguições na Europa (onde reforçam a política colaboracionista de Vargas com o regime alemão de Hitler); as restrições vigoraram durante todo o conflito e somente foram revogadas no final do governo de Eurico Gaspar Dutra, em 1950.
Figuras importantes das forças armadas brasileiras se serviram do discurso racial-político antissemita, ligando os judeus ao comunismo. Um exemplo é o general Newton de Andrade Cavalcanti (um dos conspiradores do Golpe de 1964, assim como Mourão) que dizia: "havemos de hoje para o futuro desencadear uma guerra sem tréguas e de morte ao comunismo ultrajante e ultrajador e que não consentiremos nunca que o judeu moscovita faça deste Brasil invejável o mercado sórdido e infame do nosso caráter, das nossas tradições e da nossa dignidade.”

## O "Caso Ellwanger": julgamento histórico
Denunciado criminalmente pelo crime de racismo por suas obras em 1992, Siegfried Ellwanger Castan foi condenado em 1996 a uma pena dois anos com sursis, passados portanto mais de quatro anos do início do caso; contra essa decisão foi interposto um Habeas Corpus (HC) junto ao Superior Tribunal de Justiça (STJ), ao argumento de que o caso não envolvia racismo (que pela Constituição é imprescritível), uma vez que o povo semita não seria uma "raça", isso baseado no que diziam autores judeus.
Negado o recurso pelo STJ, foi então impetrado um HC junto ao Supremo Tribunal Federal (STF) pedindo em liminar a desconsideração dessa condição de imprescritibilidade; o então Procurador-Geral da República, Cláudio Lemos Fonteles manifestou-se contrário à concessão do remédio legal, baseando-se no fato de que a lei 7.716/1989, que regulamenta o dispositivo constitucional em seu artigo vinte, não se limitar apenas ao termo "raça".
Já em 2003 foi juntado um parecer do ex-ministro das relações exteriores, o jurista Celso Lafer, que em seu arrazoado cita o embaixador Lindgren Alves sobre a visão biológica da inexistência de "raças" humanas: “a inexistência de raças poderia representar a inexistência do racismo" - de forma que no plano jurídico não se restringe a percepção do termo à definição científica, mas também no plano social: “o seu núcleo nas teorias e ideologias e na sua divulgação, que discriminam grupos e pessoas, a elas atribuindo as características de uma ‘raça’ inferior”, no argumento de Lafer.
A despeito disso o relator do caso, Moreira Alves, declarou não existir uma "raça judia" e, portanto, impossível contra ela o crime de racismo; a seguir Maurício Corrêa desconstruiu esse raciocínio: "A divisão dos seres humanos em raças decorre de um processo político-social originado da intolerância dos homens. Disso resultou o preconceito racial. Não existindo base científica para a divisão do homem em raças, torna-se ainda mais odiosa qualquer ação discriminatória da espécie". Celso de Mello acompanhou o voto divergente de Corrêa, o mesmo se dando com Gilmar Mendes (que ainda ponderou sobre o choque entre a liberdade de expressão versus racismo; este envolve a dignidade humana, e suplanta aquele outro direito); no mesmo sentido, antecipando seus votos face a pedido de vistas, votaram Carlos Velloso, Nelson Jobim, Ellen Gracie e Cezar Peluso; Carlos Ayres Britto, divergindo da maioria então já formada, declarou que Ellwanger era um "estudioso" a quem não se poderia negar o direito de análise dos fatos e que “não é crime tecer uma ideologia”; chegou a dizer que o autor nos seus escritos não era racista uma vez que não considerava os judeus como inferiores, mas que estes tinham "complexo de inferioridade"; Marco Aurélio Mello também seguiu esse entendimento e acentuou que no Brasil não existia preconceito; último a proferir seu voto, Sepúlveda Pertence lamentou haver na Corte Suprema do país sido aventada a possibilidade de concessão do HC com base na fala dos dois ministros que o antecederam, o que gerou discussão com ambos.
Decidiu assim o STF por ampla maioria, em votação histórica, que no Brasil o antissemitismo constitui crime de racismo e, portanto, é imprescritível e inafiançável.

## Antissemitismo no século XXI
Na edição de 1998 da Bienal do Livro do Rio de Janeiro a justiça mandou apreender os livros da editora antissemita Revisão, de Siegfried Ellwanger Castan, antissemita confesso e defensor do Nazismo, falecido em 2010; as obras entretanto fizeram parte da edição do ano 2000 da Feira do Livro de Porto Alegre, apesar dos protestos e disputa judicial; os livros discriminatórios da editora foram mais tarde proibidos, embora não tenham sido apreendidos.
No ano de 2020 teve repercussão o questionamento feito por repórter do The Intercept, durante a primeira entrevista da vice-governadora do estado de Santa Catarina Daniela Reinehr, quando esta assumia interinamente o governo, sobre qual seu posicionamento em relação às opiniões de cunho neo-nazistas e negacionistas do Holocausto defendidas por seu pai, quando a mesma evitara "responder diretamente" e só com a repercussão do fato veio a emitir uma nota onde se declarou contrária ao nazismo.
Professor de história até sua aposentadoria na cidade de Maravilha, Altair Reinehr era colaborador da editora Revisão e, em sala de aula, pregava aos estudantes que os crimes cometidos contra os judeus durante a II Guerra eram mera invenção para ocultar os crimes dos aliadas; num artigo publicado em jornal da cidade de Joinville, em 2005, Altair reiterou sua visão revisionista: o Holocausto seria uma "lenda" criada pelos Aliados para ocultar seus crimes. Importante papel teve Altair também no julgamento de Siegfried Ellwanger Castan; depoente, "ao ser inquirido, declara ter lido todas as obras descritas na inicial, informando que nunca vislumbrou qualquer resquício de racismo a quem quer que seja. Diz nunca ter observado qualquer conduta racista do acusado".
Em 2020 o politico e pré-candidato a presidência Ciro Gomes atribuiu os escândalos de corrupção do governo Bolsonaro a comunidade judaica.
A eleição de Jair Bolsonaro em 2018 elevou a manifestação explícita dos grupos defensores dessas ideias; Seu ministro Roberto Alvim foi demitido após copiar trechos de discurso de Joseph Goebbels; com a pandemia de Covid-19 em 2020 aumentaram os casos de antissemitismo no Brasil.
Em 2019 o Exército do Brasil homenageou postumamente o major Eduard Ernest Thilo Otto Maximilian von Westernhagen, condecorado por Hitler durante a ocupação da França na II Guerra e morto no Brasil em atentado da esquerda armada em 1968; o gesto provocou a reação da Confederação Israelita do Brasil (Conib); em resposta às críticas pelo gesto, a assessoria de comunicação da força expediu nota em que ignora o passado do militar alemão: "Ofender a memória de um oficial do Exército da República Federal da Alemanha, que realizava curso no Brasil, rotulando-o como nazista, é desconhecer o processo histórico ocorrido naquele país amigo, no pós-guerra. Essa distorção intelectual, sim, é equivocada!"; sobre o ato o presidente da Conib, Fernando Lottenberg, declarou: “Estranhamos que, a pretexto de condenar ações armadas no Brasil da década de 60, nosso respeitado Exército Brasileiro tenha decidido homenagear um oficial alemão que, durante a Segunda Guerra Mundial, participou da ocupação da França e da União Soviética, lugares onde as tropas nazistas sabidamente perpetraram crimes contra a humanidade, inclusive e principalmente contra as comunidades judaicas locais”.
Em 2023 a Unicamp recebeu acadêmicos israelenses para uma feira de ciências, um grupo de estudantes se reuniram e atacaram o encontro, tendo agredido os acadêmicos israelenses em um ato dito pró-Palestina. 
Em 2023 o professor Victor Marcelino de Oliveira Santoianni, de Campina Grande, foi condenado em primeira instância na justiça federal por haver realizado postagens no Facebook onde, em várias postagens a partir de 2 de abril de 2022 até abril de 2023, escrevera coisas como "os maiores inimigos da humanidade são os judeus" e até pregando que os cristão teriam o dever de odiá-los e, portanto, seriam "cada vez serão mais dignos do abate", frase atribuída a João Crisóstomo. A defesa alegou que as postagens foram "espontaneamente apagadas", o que não serviu como atenuante, sendo condenado a uma pena de seis anos de prisão e multa.

### Ações anti-Israel e antissemitismo
A invasão e destruição na Faixa de Gaza no conflito contra os palestino ocasionou um episódio na cidade baiana de Arraial d'Ajuda, onde uma comerciante judia sofreu injúrias raciais por uma chilena que quebrou itens de sua loja e a chamou de "sionista assassina".
Mais tarde o presidente Luiz Inácio Lula da Silva proferiu um discurso no encontro da União Africana, na Etiópia, onde comparou a represália de Israel ao Holocausto, ensejando o uso de bandeiras de Israel pela extrema-direita brasileira em ato realizado em São Paulo. A postura de condenação ao ataque levou, em maio de 2024, o país a retirar seu embaixador em Israel, e o primeiro-ministro Benjamin Netanyahu, junto ao grupo Hamas, foi condenado por crime contra a humanidade na Corte Penal Internacional em Haia, além de crimes de guerra, tendo contra si emitido um mandado de prisão.
Todos esses fatos levaram a que estados governados pela extrema-direita no Brasil adotassem uma definição de antissemitismo da Aliança Internacional para a Lembrança do Holocausto (com sigla IHRA, do inglês), no qual equipara críticas ao estado israelense ao "ódio aos judeus" e que críticas idênticas feitas a qualquer outro país não são formas de discriminação. Essa generalização procura blindar as ações de Israel e vem sendo questionada na ONU por mais de cem organizações. Sem força de lei, a equiparação “tem sido usada erroneamente para rotular críticas a Israel como antissemitas” e, segundo o pesquisador Michel Gherman, isso tem causado “a criminalização de críticas a Israel”, penalizando até mesmo intelectuais judeus. Representantes de algumas entidades judaicas no Brasil, contudo, defendem essa definição pois seria uma forma moderna de antissemitismo ser contrário a Israel e a entidade StandWithUs Brasil vem atuando para essa definição seja adotada por estados e municípios; o professor Bruno Huberman da PUC-SP, membro da Vozes Judaicas por Libertação, afirma que essa postura vem mascarando os casos reais de antissemitismo e inibindo a liberdade de expressão especialmente na questão palestina.

### Antissemitismo na imprensa
No dia 20 de junho de 2025, durante comentário sobre os conflitos no Oriente Médio, na Guerra Irã-Israel, no programa da Globo News, a jornalista Eliane Cantanhêde, demonstrou-se inconformada porque poucos israelenses estariam morrendo nos ataques de mísseis pelo Irã. "Por que os mísseis do Irã caem em Israel e não matam ninguém?" "Tem uma mortezinha aqui, outra ali. Uns 23 feridos aqui, 40 ali. Feridos!" "Eu não consigo entender por que o Irã atinge o alvo e não mata ninguém." (risos). A fala da jornalista gerou revolta nas redes socais. A fala foi amplamente repudiada e considerado por alguns como antissemita. No dia 22 de junho, Eliane e a GloboNews se retrataram num pedido de desculpas. O pedido foi lido ao vivo na programação do canal na manhã. No mesmo dia, O major Rafael Rozenszajn, porta-voz das Forças de Defesa de Israel nascido no Brasil, respondeu Cantanhêde em vídeo em rede social, sobre a razão de morrerem poucos civis israelenses.